# It Happened Tomorrow
It Happened Tomorrow (Brasil: O Tempo É Uma Ilusão / Portugal: Aconteceu Amanhã) é um filme norte-americano de 1944, do gênero comédia, dirigido por René Clair e estrelado por Dick Powell e Linda Darnell
Um dos grandes sucessos do ano e um dos dez melhores filmes de Dick Powell, It Happened Tomorrow seguiu-se a I Married a Witch, o triunfo anterior de René Clair.
O filme recebeu duas indicações ao Oscar, pela mixagem do som e pela trilha sonora.

## Sinopse
Graças ao misterioso Pop Benson, o repórter Larry Stevens fica sabendo dos principais acontecimentos vinte e quatro horas antes que aconteçam. Com isso, consegue dar contínuos furos jornalísticos e predizer os vencedores nas corridas de cavalos. Tudo vai bem, até que ele lê sobre sua própria morte...

## Premiações
| Patrocinador                                  | Prêmio | Categoria                                                              | Situação |
| --------------------------------------------- | ------ | ---------------------------------------------------------------------- | -------- |
| Academia de Artes e Ciências Cinematográficas | Oscar  | Melhor Mixagem de Som Melhor Trilha Sonora Original (drama ou comédia) | Indicado |

## Elenco
| Ator/Atriz       | Personagem         |
| ---------------- | ------------------ |
| Dick Powell      | Larry Stevens      |
| Linda Darnell    | Sylvia             |
| Jack Oakie       | Tio Oscar Smith    |
| Edgar Kennedy    | Inspetor Mulrooney |
| Sig Ruman        | Beckstein          |
| John Philliber   | Pop Benson         |
| George Cleveland | Gordon             |
| Edward Brophy    | Jake Shomberg      |
| Paul Guilfoyle   | Shep               |
| George Chandler  | Bob                |
| Eddie Acuff      | Jim                |